# میمون سنجابی آمریکای مرکزی
میمون سنجابی آمریکای مرکزی یا خزمیمون آمریکای مرکزی (نام علمی: Saimiri oerstedii) نام یک گونه از سرده خزمیمون است.